# Valentina Busik
Valentina Busik (* 1997 in Kasachstan) ist eine deutsche Ärztin und Miss Germany 2025. Sie forscht zum Einsatz von Künstlicher Intelligenz (KI) bei der Behandlung von Patienten.

## Biographie
Valentina Busik kam mit ihren Eltern als Spätaussiedler aus Kasachstan. Sie wuchs in Eisenach auf, wo sie am Elisabeth-Gymnasium das Abitur ablegte. Anschließend studierte sie, gefördert durch die Studienstiftung des deutschen Volkes, Medizin an der Universität Gießen. Die angehende Dermatologin arbeitet (Stand 2024) als Assistenzärztin im Hautkrebszentrum der Universitätsklinik Gießen.
Über ihre Motivation berichtet sie, dass sie als kleines Kind medizinische Hilfe wegen einer Nierenerkrankung benötigte. Die Kinderärzte erkannten das Problem nicht und ihre Eltern fühlten sich daher alleine gelassen. Schließlich half ein befreundeter Arzt, der dafür sorgte, dass die notwendige Operation durchgeführt wurde. Ihre Eltern erzählten ihr später von den Schwierigkeiten, die sie erlebt hatten, und Busik war sich sicher, dass sie es besser machen könnte.
Miss Germany
In dem Wettbewerb, der seit 2020 eine „Auszeichnung für Frauen, die Verantwortung übernehmen“ darstellt, traten 2025 mehr als 1.000 Bewerberinnen in den Kategorien „Female Founder“ (Gründerinnen), „Female Mover“ (Frauen in männerdominierten Berufsfeldern) und „Female Leader“ (Führungskräfte) an. Valentina Busik ging in der Gruppe „Female Mover“ an den Start und erreichte das Finale: Am 22. Februar 2025 wurde sie unter neun Finalistinnen im Europa-Park in Rust zur Miss Germany 2025 gekürt. Sie war mit einem Pilotprojekt zur Anwendung von KI bei der Aufklärung von Schwarzem Hautkrebs in Rennen gegangen. Sie arbeitet dabei mit einem Avatar, der das Aufklärungsgespräch mit speziellen Videos in bis zu 40 Sprachen ergänzen kann. Nachdem sie in der Sparte „Mover“ durch eine Jury als Siegerin gekürt worden war, bestimmte das Publikum aus den drei Gewinnerinnen – sowohl im Saal als auch durch eine Abstimmung bei TikTok – Valentina Busik zur „Miss Germany“.

## Publikationen
- Valentina Busik, Birgit Lorenz, Christine Mais, Melanie Jäger, Christoph Friedburg, Monika Andrassi-Darida, Harald Ehrhardt, Mechthild Hubert: 10 Jahre Screening auf Frühgeborenenretinopathie (2009–2019). In: Ophthalmologie. Band 120, 2023, S. 920–931, doi:10.1007/s00347-023-01847-z.
- V. Busik: Wie künstliche Intelligenz und Large Language Models die Dermatologie revolutionieren. In: Dermatologie. Band 75, 2024, S. 743–746, doi:10.1007/s00105-024-05379-8.